# Amarelo metanil
Amarelo metanil ou tropaeolina G é um composto orgânico de fórmula química C18H14N3O3SNa, massa molecular de 375,391, um corante classificado com o C.I. 13065.

## Usos
É é utilizado como corante biológico, na solução corante tricromo de Masson, e como indicador de pH com intervalo de viragem em pH 1,2 a 2,4, quando vira de vermelho para a amarelo.
Normalmente é formulado para uso como indicador de pH em uma solução a 0,01 % em m/v em água.

## Questões médicas
Seus efeitos quando consumido no desenvolvimento e níveis cerebrais regionais de noradrenalina, dopamina, serotonina, e na atividade da acetilcolina esterase em ratos tem sido objeto de estudo.